# Nata Lerska
Nata Lerska (ur. 28 marca 1920 jako Natalia Lejzerowicz w Lisiczańsku na Ukrainie, zm. 28 października 2022 w Paryżu) – polsko-francuska tancerka i choreografka żydowskiego pochodzenia.

## Życiorys
Natalia Lerska była wschodzącą gwiazdą tańca modern i jego pionierką w Polsce. Chodziła do Szkoły  Rytmiki i Sztuk Pięknych Janiny Mięczyńskiej w Warszawie. W młodości brała udział w konkursach w młodzieżowych w Teatrze Polski i Teatrze Wielkim. Zdobyła złoty medal w międzynarodowym Konkursie Tańca Artystycznego w Brukseli w 1939 r., zdobyła go za solową choreografię pod tytułem Dziewczynka z zapałkami, gdzie jej talent zauważył Serge Lifar. Swój warsztat taneczny rozwinęła podczas okupacji niemieckiej ukrywając się w Otrębusach pod Warszawą. Po zaprezentowaniu etiudy 'Partyzantka' zmieniła styl taneczny na flamenco. Kształciła się w szkole tancerki Marii del Villa. Później przez miesiąc w szkole Gret Palucca w Dreźnie, znajdującej się wtedy w Niemieckiej Republice Demokratycznej. Następnie koncertowała po Polsce, Francji Belgii i Izraelu ze swoim drugim mężem Julianem Sztatlerem. Po jego śmierci w 1966 r. wyjechała do Paryża, gdzie ponownie wyszła za mąż za Jakuba Kowalskiego i założyła Szkołę Tańca Klasycznego i Charakterystycznego. Specjalizowała się w tańcach narodów, zwłaszcza w hiszpańskich.